# Isole Schouten (Papua Nuova Guinea)
Le Isole Schouten (note anche come Isole Schouten orientali o Isole Le Maire per distinguerle dall'altro omonimo arcipelago situato nella Baia di Cenderawasih) sono un arcipelago di Papua Nuova Guinea.

## Geografia
Le Isole Schouten sono un gruppo di piccole isole di origine vulcanica situato lungo le coste nord-orientali di Papua Nuova Guinea. L'arcipelago consiste di 6 isole, Vokeo, Vial, Blup Blup, Bam, Kadovar e Koil. Alcune di esse sono vulcani attivi.